# Bembidion crassicorne
Bembidion crassicorne é uma espécie de insetos coleópteros pertencente à família Carabidae.
A autoridade científica da espécie é Putzeys, tendo sido descrita no ano de 1872.
Trata-se de uma espécie presente no território português.